# Artificial Horizon
Artificial Horizon è il secondo album di remix del gruppo musicale irlandese U2, autoprodotto e pubblicato il 25 marzo 2010.

## Tracce
1. Elevation (Influx Mix) – 4:04
2. Fast Cars (Jacknife Lee Mix) – 3:30
3. Get on Your Boots (Fish Out of Water Mix) – 3:47
4. Vertigo (Trent Reznor Remix) – 3:38
5. Magnificent (Falke Radio Mix) – 4:02
6. I'll Go Crazy If I Don't Go Crazy Tonight (Live U2360 Remix) – 6:47
7. Beautiful Day (David Holmes Remix) – 5:37
8. Staring at the Sun (Monster Truck Remix) – 5:09
9. Happiness Is a Warm Gun (Danny Saber Mix) – 4:54
10. Get on Your Boots (Justice Remix) – 3:29
11. City of Blinding Lights (Hot Chip 2006 Remix) – 6:19
12. If God Will Send His Angels (Grand Jury Mix) – 5:46
13. Staring at the Sun (Brothers in Rhythm Ambient Mix) – 5:29